# المعجزة (فلم)
المعجزة فيلم مصري تم إنتاجه عام 1962، من إخراج حسن الإمام وبطولة فاتن حمامة وشادية.

## تمثيل
- فاتن حمامة
- شادية
- يوسف شعبان
- حسين رياض
- عمرو الترجمان
- روحية خالد
- فاخر فاخر
- سلوى محمود
- سهير الباروني

## روابط خارجية
- مقالات تستعمل روابط فنية بلا صلة مع ويكي بيانات